# Unterseeboot 710
L'Unterseeboot 710 ou U-710 est un sous-marin allemand (U-Boot) de type VIIC utilisé par la Kriegsmarine pendant la Seconde Guerre mondiale.
Le sous-marin fut commandé le 15 août 1940 à Hambourg (H. C. Stülcken Sohn), sa quille fut posée le 4 juin 1941, il fut lancé le 12 mai 1942 et mis en service le 2 septembre 1942 de l'Oberleutnant zur See Dietrich von Carlowitz.
L'U-710 n'endommagea ou ne coula aucun navire au cours de l'unique patrouille (10 jours en mer) qu'il effectua.
Il fut coulé par l'Aviation britannique dans l'Atlantique Nord, en avril 1943.

## Conception
Unterseeboot type VII, l'U-710 avait un déplacement de 769 tonnes en surface et 871 tonnes en plongée. Il avait une longueur totale de 67,10 m, un maître-bau de 6,20 m, une hauteur de 9,60 m et un tirant d'eau de 4,74 m. Le sous-marin était propulsé par deux hélices de 1,23 m, deux moteurs diesel Germaniawerft M6V 40/46 de 6 cylindres en ligne de 1 400 cv à 470 tr/min, produisant un total de 2 060 à 2 350 kW en surface et de deux moteurs électriques Garbe, Lahmeyer & Co. RP 137/c de 375 cv à 295 tr/min, produisant un total 550 kW, en plongée. Le sous-marin avait une vitesse en surface de 17,7 nœuds (32,8 km/h) et une vitesse de 7,6 nœuds (14,1 km/h) en plongée. Immergé, il avait un rayon d'action de 80 milles marins (150 km) à 4 nœuds (7,4 km/h; 4,6 milles par heure) et pouvait atteindre une profondeur de 230 m. En surface son rayon d'action était de 8 500 milles nautiques (soit 15 700 km) à 10 nœuds (19 km/h).
L'U-710 était équipé de cinq tubes lance-torpilles de 53,3 cm (quatre montés à l'avant et un à l'arrière) qui contenait quatorze torpilles. Il était équipé d'un canon de 8,8 cm SK C/35 (220 coups) et d'un canon antiaérien de 20 mm Flak. Il pouvait transporter 26 mines TMA ou 39 mines TMB. Son équipage comprenait 4 officiers et 40 à 56 sous-mariniers.

## Historique
Il reçut sa formation de base au sein de la 5. Unterseebootsflottille jusqu'au 1er avril 1943, puis il intégra sa formation de combat dans 7. Unterseebootsflottille.
Il quitte Kiel en pour sa première et dernière patrouille sous les ordres de l'Oberleutnant zur See Dietrich von Carlowitz le 15 avril 1943.
L'U-710 est coulé le 24 avril 1943 au sud de l'Islande à la position 61° 25′ N, 19° 48′ O, par des charges de profondeurs d'un Boeing B-17 Flying Fortress britannique du No. 206 Squadron RAF (en), lorsqu'il est en route vers son secteur d'opérations.
Les 49 membres d'équipage meurent dans cette attaque.

## Affectations
- 5. Unterseebootsflottille du 2 septembre 1942 au 1er avril 1943 (Période de formation).
- 7. Unterseebootsflottille du 1er avril 1943 au 24 avril 1943 (Unité combattante).

## Commandement
- Oberleutnant zur See Dietrich von Carlowitz du 2 septembre 1942 au 24 avril 1943.

## Patrouille
|       | Commandant                   | Départ        | Départ | Arrivée       | Arrivée | Jours    | Succès |
| ----- | ---------------------------- | ------------- | ------ | ------------- | ------- | -------- | ------ |
| 1     | Oblt. Dietrich von Carlewitz | 15 avril 1943 | Kiel   | 24 avril 1943 | Coulé   | 10 jours |        |
| Total | Total                        | Total         | Total  | Total         | Total   | 10 jours | 0 t    |

Notes : Oblt. = Oberleutnant zur See